# Андре Ранкель
Андре Ранкель (нім. André Rankel; нар. 27 серпня 1985, м. Берлін, Німеччина) — німецький хокеїст, лівий нападник. Виступає за «Айсберен Берлін» у Німецькій хокейній лізі. 
Виступав за «Айсберен Берлін».
У складі національної збірної Німеччини учасник зимових Олімпійських ігор 2010 (4 матчі, 0+1), учасник чемпіонатів світу 2007, 2008, 2009, 2010 і 2011 (27 матчів, 1+2). У складі молодіжної збірної Німеччини учасник чемпіонатів світу 2004 (дивізіон I) і 2005. У складі юніорської збірної Німеччини учасник чемпіонату світу 2003.
Досягнення
- Чемпіон Німеччини (2005, 2006, 2008, 2009, 2011)
- Володар Європейського трофея (2011).